# Emanuel Kišerlovski
Emanuel Kišerlovski (* 3. August 1984 in Casak) ist ein kroatischer Radrennfahrer.
Kišerlovski wurde von 2005 bis 2016 fünfmal kroatischer Meister: 2005 im Straßenrennen der U23-Klasse, 2006 im Cyclocross und Einzelzeitfahren derselben Altersklasse, 2009 im Cyclocross der Elite und 2014 im Straßenrennen der Elite.

## Erfolge
2005
- Kroatischer Meister – Straßenrennen (U23)

2006
- Kroatischer Meister – Cyclocross (U23)
- Kroatischer Meister – Einzelzeitfahren (U23)

2009
- Kroatischer Meister – Cyclocross
- Kroatische Meisterschaft – Straßenrennen

2014
- Kroatische Meisterschaft – Straßenrennen

2015
- Kroatischer Meister – Straßenrennen

2016
- Kroatische Meisterschaft – Straßenrennen

## Teams
- 2009 Loborika
- 2010 Loborika
- 2011 Loborika Favorit Team
- 2012 Loborika Favorit Team (bis 4. Juli)
- 2013 Meridiana Kamen Team
- 2014 Meridiana Kamen Team
- 2015 Meridiana Kamen Team
- 2016 Meridiana Kamen Team